# 火の山―山猿記
『火の山―山猿記』（ひのやま やまざるき）は、津島佑子の小説。講談社の文芸誌『群像』1996年（平成8年）8月号から翌1997年（平成9年）8月号に連載、1998年（平成10年）6月1日に講談社より上下巻で刊行。津島佑子の母方の祖父・石原初太郎は山梨県甲府市に住み、県嘱託として山梨の地質や動植物調査に携わった地質学者で、この石原家をモデルに、「火の山」こと富士山に寄り添い激動の時代を過ごした有森家5代の歴史を、一族の書簡や日記を織り交ぜる形で構成している。第34回谷崎潤一郎賞、第51回野間文芸賞受賞作。
2006年（平成18年）1月13日に講談社文庫より文庫化。
2006年（平成18年）に、本作を原案にしたNHK連続テレビ小説『純情きらり』が放送された。

## あらすじ
20XX年、パトリス・勇平のもとに、母方の祖父有森勇太郎の書いたものが届く。そこにはかつて甲府で暮らした有森一家の歴史が記録されていた。送ってきたのはパトリスの母牧子の従姉にあたる今は亡き由紀子で、送られたのは1995年だった。当時2歳のパトリスには当然読めないため原稿は忘れられてしまい、今になってパトリスの元に届けられたのだ。パトリスは勇太郎が書き由紀子を経て自分に渡ったこの「記録」を母牧子（勇太郎の長女）にも読んでもらおうと考える。それが生前の由紀子の願いでもあったろうから。
1868年、甲州南原村の有森小太郎は数え17歳で、サエと結婚した。二人のあいだには源一郎とエイら３人姉妹が生まれた。一家は先祖伝来の土地を処分し甲府に移り住み、以降富士山の麓の盆地で生きる決意をする。やがて源一郎は成長して東京の帝国大学に入学する。地質学の学位を得た源一郎は鉱物の研究家になり、晩年は甲府に戻って富士山と南アルプスの自然研究に没頭した。妻マサとの間に３男５女（男子１名は夭折）が誕生し、従妹（源一郎の妹トシの娘）キヨミも加えてにぎやかな家族となる。西洋の学問と文化・芸術を重んじる源一郎の影響で一家の活動にはスポーツや音楽が絶えなかった。特に東京帝大の医学部に進んだ小太郎（祖父と同名）は、甲府に戻ったら有森医院を開業して地域に貢献すると期待されていた。また、教師を務めていた３女笛子は前衛画家の杉冬吾と結婚する。有森家、特に冬吾のファンだった五女桜子は甲府に移ってきた冬吾と姉笛子を歓迎し親しく交わる。
日中戦争が激化し、太平洋戦争が近づくにつれて有森家にも暗雲が立ち込める。結婚して上海に渡っていた二女駒子が結核に罹患し甲府の実家で静養することになる。駒子の夫は軍部の秘密任務に従事するため一方的に離縁を言い渡してきた。父源一郎が急死して間もなく、医学部卒業間近の小太郎が粟状結核を発症して甲府に戻ってくる。激しい闘病生活の末、新太郎は死亡し、間もなく駒子も息を引き取る。短期間に３人の死亡者を出した有森家では末っ子の勇太郎に当主としての責任がいやが上にも高まった。
夫の暴力で離縁して戻った四女杏子は助産師の資格を取り、小太郎や駒子の最期を看取った。やがて杏子の癒しの力を頼って来る者が増えて、やむなく山中に移動した杏子たちだが、戦争中の挙国一致に背いたとして杏子は逮捕されてしまう。冬吾の兄の政治力で解放されたものの甲府に居づらくなった杏子は、長姉照子の力で東京に出て赤十字で介護職を得る。笛子たち夫婦も芸術活動の中心東京に移り、勇太郎は仙台の高校から東京帝国大学の理学部に進む。こうして甲府の有森家には桜子と母マサだけが残された。
これまでの無理がたたったか、マサが倒れて桜子の介護もむなしく息を引き取った。桜子一人になった甲府の家は米軍の空襲で焼け落ち桜子は途方に暮れるが、東京にいる姉妹たちが桜子を呼び寄せた。やがて照子の二人の息子が中国戦線から戻ってくる。二人とも悪性の結核に感染しており、間もなく死亡する。東京帝大を卒業したばかりの勇太郎は江田島の海軍兵学校に教官として赴任しそこで終戦を迎える。大学に戻った勇太郎だが、暮らしていけるほどの仕事はない。しかし新たな仕事を得た桜子と小さな家を借りようやく平穏な生活ができるようになる。照子や笛子・冬吾夫妻それに貿易会社の社長となったキヨミが何かと援助してくれた。そこへ桜子の婚約者で音信不通だった松井達彦が８年ぶりに戦場から戻ってくる。すぐに正式に求婚する達彦を桜子は受け入れる。
桜子が結婚して出ていき収入が減った勇太郎は大学に泊まりこみ研究に没頭するが、やがて甲府の家を処分し東京に小さな家を建てる決意をした。一方で笛子たちの家庭には暗い影が忍び寄る。戦後自らの絵が高額で売れ収入が増加した冬吾は毎日飲み歩き家庭を顧みなくなる。長女の加寿子は両親の不仲で神経質になり、長男の亨はダウン症で発育が遅く、笛子は二女由紀子の出産も自らの手配で行わなければならなかった。このころの冬吾にはファンから転じた愛人が複数いた。冬吾はこのうちの一人とその夫の３人で刃傷沙汰を起こし結果的に全員死亡する。事件の詳細は分からないままだった。世間の好奇の目にさらされた笛子と子供たちは逃げるように勇太郎の家に駆け込む。
松井と結婚してしばらく平穏な生活を送っていた桜子が妊娠した。喜ぶ松井家と有森家の一同だが、このころから桜子は下痢が続いていた。妊娠６カ月を過ぎても下痢が止まらないので勇太郎が東大病院に連れて行くと、腸結核の末期でお腹の子は諦めろと言う。しかし桜子や姉妹は子を産むの一点張りで医師も折れた。月足らずの帝王切開で生まれた息子輝一は意外にも健康だった。出産後の桜子は直ちに隔離され、以後直接会えるのは勇太郎たちと松井家の人間だけになる。勇太郎たちは輝一が抱けない桜子のために輝一を撮影した映像をキヨミの持ち込んだ幻灯機で病室の壁に映して桜子に見せる。やがて目も不自由になってきた桜子にはそれも辛くなり、最後は勇太郎や達彦たちに看取られて静かに息を引き取った。輝一は再婚して子供がいない杏子夫婦に育てられることになる。勇太郎はカレッジを卒業したばかりの広子と結婚して間もなくアメリカへ旅立った。
母牧子にすべての「記録」を届けたパトリスは、日本旅行の計画を立てる。自分の一族と高名な画家杉冬吾たちに会えるような気がして期待に胸を膨らませるのだった。

## 登場人物
- 有森小太郎 有森家は甲斐の国の山村で代々の名主だったが、明治維新の混乱に巻き込まれ土地を手放し甲府に家を建てて移ってきた。17歳で同い年の商家の娘サエと結婚し、長男源一郎と3人の娘（エイ・イソ・トシ）をもうける。時代を読むサエの影響もあり、田畑を切り売りして子供たちに十分な教育を授けた。夫婦は60年間添い遂げ、ほぼ同時期に病死した。小太郎という名前は有森家嫡男の伝統名で孫にも使われた。
- 有森源一郎　小太郎夫婦の長男でモデルは地質学者石原初太郎。移住前の村から初めて甲府の師範学校に進んだ秀才。それだけでも村の誇りだったが、旧制第一高校を経て東京帝大に入学。当時としては規格外の存在となった。帝大では地質学・鉱物学を専攻したが、有力なコネクションを持たなかったため大学での学者の道を諦める。博士号取得後、盛岡山林局の勤務を経て甲府に戻った。のちに富士山研究の権威となり、数々の論文・著作を世に出した。本「記録」にも源一郎の著作からたびたび引用される。富士山麓の景勝調査・開発にも関与し「富士山の正面は山梨側」という説は生涯貫いた。日本に国立公園の制定を提唱した人物でもあるが、生前に富士山・南アルプスが指定されることはなかった。子供の教育に熱心であり、当時としては女子の高等教育にも理解を示した。自身頑強であり、登山をはじめとする数々のスポーツや音楽・芸術を家庭に取り入れた。引き取ったキヨミを含め、子供たちは自由な精神や社会的責任など生涯にわたって精神的影響を受けた。
- 有森マサ 源一郎の妻。武家出身で夫を生涯崇拝し支えた。格式を重んじる一方で新しい芸術も理解し、笛子とまだ新進画家だった冬吾の結婚も祝福した。気丈な女性で夫源太郎、さらに二人の子供（小太郎・駒子）を続けて亡くしたときも人前では涙を見せなかった。甲府の家から男子がいなくなった後も桜子と守り続けていたが、辛抱がたたり戦時中に腎盂炎で死亡した。
- 河田（旧姓有森）照子　源一郎の長女で末っ子勇太郎より21歳年上の姉。勇太郎が物心ついたときは、すでに東京赤羽の河田家に嫁いでいた。善政との間に二男一女（泉・操・紅）をもうける。桜子・勇太郎が東京に移ってからはその援助役として登場場面が多くなる。泉と操は徴兵され中国戦線に送られ、悪性の結核に罹患して帰国し、その後死去する。華やかな美女であり、70歳で死去するまでその名残はあった。勇太郎は照子より14歳年下の妹笛子と同年代に見えたと回想している。娘紅もしっかり者で、戦後はグレース・ケリー似の美女に育った。
- 河田善政 照子の夫で源一郎の息子小太郎亡き後、一族で数少ない年長男子であるため、何かと頼りにされる。常識的な社会人で有森家の事情を理解し、姉弟が困ったときには援助やアドバイスを惜しまない。
- 有森伊助 源一郎の長男（早世したため名前だけ登場）。
- 有森駒子　源一郎の二女で勇太郎より15歳年上の姉。19歳でエリート会社員久保田稲造と結婚し上海に渡る。当初は幸福そうな租界の生活だったが、肺結核に罹患し甲府に戻される。その後、久保田の軍部への移動・秘密任務により強制的に離婚させられた。この事態と弟小太郎の死を境に病状は悪化し、杏子の看病もむなしく28歳で死亡。結婚前は明るく活発な美少女で、弟小太郎とともに家族の様々な活動の中心だった。アメリカに渡った勇太郎は、後に見た女優ブルック・シールズに似ていたと回想する。
- 有森小太郎　源一郎の二男（伊助死去で実質的に長男）で勇太郎より11歳年上の兄。有森家の次世代当主として期待されエリート教育を受ける。学業も優秀だったが、父源一郎の影響でスポーツや文学・芸術活動にも親しんだ。外交的で博愛的な性分であり、妹たちはもちろん見知らぬ人でも困っていれば助けずにはいられない。理数系に才能を示し甲府を離れて仙台の高等学校から東京帝大の医学部に進んだ。在学中、前衛芸術や社会主義運動にも関心を寄せたが、深みにはまることはなかった。有森家では卒業に合わせて甲府の家を改装して有森医院とすればわが家は安泰とまで言われ、一族の祝福を受けた存在だった。しかし、医学部卒業近くになって粟状結核に罹患し24歳で死亡した。妹たちにとって家族を背負って立つ頼れる兄であった小太郎の死去のショックは大きく、これ以降は末弟の勇太郎と甲府の家をどう守るかが有森家の重要な課題となる。妹の笛子は兄小太郎が生きていれば森鴎外に匹敵する文人になったのではないかと回想した。
- 有森笛子　源一郎の三女で勇太郎より7歳年上の姉。モデルは作者の母である津島美知子。比較的年が近い兄小太郎を崇拝する勉強好きで、東京女子高等師範学校（現お茶の水女子大学）を卒業し国語教師となる。兄弟姉妹の中で最も理知的で道徳規範にも厳しい。一方で小太郎や妹桜子のような芸術的才能にも憧れを抱くが、絵画・音楽・スポーツ等どれもものにならなかった。自分とまったくタイプの違う画家杉冬吾と出会い、その芸術への敬意もあって結婚する。キャリアウーマンであった道を諦めて主婦となり、加寿子・亨・由紀子3人の母となる。冬吾と東京に移り創作活動を助け、芸術家らしい破天荒な冬吾の生活にも目をつぶるが、冬吾の女性関係から生じた悲劇が待っていた。父源太郎や兄小太郎の影響で日本の太平洋戦争突入に懐疑的。江田島にある海軍兵学校に徴用された末弟勇太郎が戦争を生き抜いて有森家を存続させてもらいたいと願っていた。その後もダウン症の亨や妹杏子・桜子を看取り、姉妹では最も長く生き1993年ごろ死去した。
- 杉冬吾　笛子の夫で画家。モデルは作者の父である太宰治。元は津軽の大地主の息子だったが、東京美術学校を素行不良で退学になった。アバンギャルドサークルに加入し、最先端の美術に関わるなど当時注目の若手画家で笛子や桜子の憧れの的だった。当人は小心で極端な人見知り、津軽なまりと幼少期のけがによる不自由な足を持ちながら、素朴でユーモアもある憎めない性格。笛子とあまりに対照的なタイプのため、当初勇太郎は結婚に否定的だったが、その芸術に魅せられていく。生涯酒とたばこを欠かさず、戦後自らの絵が高額に買い上げられても金銭に無頓着で仲間との宴会等で消費してしまった。本人が思う以上に女性にもて、やがて愛人の一人である人妻を巡って悲劇が起きる。
- 有森杏子　源一郎の四女で勇太郎より5歳年上の姉。はじめ小樽の吉川家にとついだが、夫の暴力により片耳の聴力を失い離婚し甲府に戻ってくる。幼少期から姉妹の中では特異な存在で、どちらかというと内向的。傷ついた動物を拾ってきて世話をする特技があった。出戻ってきてからは、助産師の資格を取り、下層階級や戦争で家族を失った人たちのためにカウンセラーのような仕事を始める。それが昂じて「おさすりさん」という民間療法のような団体に発展し、山中にコミュニティーが作られたが、戦時下で風紀を乱すと当局に目を付けられ山狩りにあい、杏子は主犯として逮捕されてしまう。冬吾の兄による政治家への口利きで釈放されたが、家族に迷惑をかけて申しわけないと東京に出て赤十字病院で昼夜を惜しんで働き、多くの患者を救いまた看取った。鈴村平輔と結婚してからは平輔と前妻との子二人（稔・幸代）を結核で看取った。多くの弱者・病人の世話をしたため人の死に敏感であり、桜子が倒れた際はその顔に真っ先に死の影を見た。生涯奉仕型で姉妹の中では地味な性格だったが、若いころから三味線の修行をしてきたため、声に張りがあり見た目も若かった。後に勇太郎は杏子の顔立ちがディズニーのお姫様のように華やかだったと回想している。
- 鈴村平輔 杏子の2番目の夫。先妻を亡くしたのち、その看護担当だった杏子と結婚する。笛子に金貸しの後妻と猛反対されるが、鈴村自身に成金気質はあるものの、帝大在学中の勇太郎を訪ねて支援するなど気前の良いところがある。杏子と仲良く生涯添い遂げた。
- 有森桜子　源一郎の五女で勇太郎より2歳年上の姉。好奇心が強く、体力にも恵まれ活動的。兄小太郎のお気に入りで芸術や文学に親しむなど強い影響を受けた。特に遅れて始めたピアノで才能を示し、当人は東京音楽学校まで受けたがったが、家族の反対と父源一郎の急死で断念した。後に姉笛子と結婚する画家杉冬吾のファンであり、二人の結婚を母マサとともに祝福した。後年は写真撮影に才能を示し、その作品は冬吾の絵画にも影響を与えた。十代に松井達彦と婚約したが、達彦は出征した後音信不通になる。その間に源太郎、小太郎さらに駒子の死、笛子夫婦・杏子の東京行き、勇太郎の海軍入りで甲府の家を母マサと守り続けるが、マサの死でついに一人残される。しかも甲府への空襲で有森家は焼失し桜子は一人で郊外に逃げ出す。戦後東京では8年ぶりに戻った松井達彦と再会し間もなく結婚する。しかし妊娠後腸結核の感染が分かり、東大病院に入院した。その後、命を懸けて輝一を産み落としたが、病状は徐々に悪化し勇太郎らに看取られて29歳で死亡する。その葬式は1947年の大みそかに行われた。桜子は勇太郎に年が近いため幼いころから共に行動することが多かったが、モダンな考えの中にも有森家当主となった勇太郎を立派に成長させたいという思いも強かった。勇太郎の印象では、桜子は高等教育こそ受けなかったが、兄小太郎や姉笛子にも劣らない優秀な頭脳の持ち主だった。後年勇太郎はこの切れ長の目をした美しい姉をルーカス・クラナッハの描いた肖像画に似ていると感じた。勇太郎の記述の後半の多くが桜子に割かれている。
- 松井達彦 桜子と婚約したものの直後に徴兵されて7年間音信不通だった。待たされる桜子も実家の松井家も生存を諦めるほどで婚約解消もあり得たが、戦後ひょっこり帰ってきて、桜子と再会すると迷わずその場で結婚を申し込んだ。取り立てて特徴的な描写はないが、誠実で落ち着いた人柄で、戦後ものが不足する時代になにかと妻の実家有森家を援助する。
- 有森勇太郎　有森源一郎の三男（実質的な二男）。本書の大部分を占める「記録」は、アメリカで成功し市民権を得た勇太郎が、姪由紀子の要請で少年時代から20代までの回想をしたためたものである。なお文中では友太郎とも記述される。東京帝大医学部在学中の兄小太郎を失った有森家唯一の直系男子で、姉たちに将来を期待されながら育つ。小太郎同様、仙台の高等学校に入り、後に東京帝大理学部物理学科に進んだ。ただ兄小太郎のような幅広い能力や人間的魅力を受け継いでいないことは本人も自覚している。戦時下の帝大を卒業すると海軍に徴兵され、終戦直前に広島に原子爆弾が落とされた際のキノコ雲も目撃した。学位取得後はアメリカに渡り大学での研究生活ののち、専門のレーザー光学で会社を興した。妻広子はアメリカ育ちで、日本の古い習慣になじめない。すっかりアメリカ化したと自覚する勇太郎に対しても古い日本の男のように感じている。娘牧子も同様で、父親への反発から日本語をほとんど理解せず、フランスを旅した際に知り合った年上の男と結婚した。勇太郎にはそうした負い目があり、娘牧子とその従姉（姉笛子の次女）である由紀子のために「記録」を書いた。1995年に由紀子がパトリス宛に手紙を書いた時点では脳梗塞で寝たきりになっていた。時を経てパトリスが手紙を読んだときには妻広子ともども故人になっている。
- キヨミ　源一郎の姪（妹トシの子）で勇太郎より10歳年上。両親が離婚したため一時期有森家で同居していた。勇太郎たち兄弟姉妹にとっては従妹にあたる。幼いころから男勝りの姉御肌で勇太郎の遊び相手になってくれた。有森家を出てからは東京の貿易会社で働きながらシングルマザーとなるが、娘小菊が夭折したためますます仕事に打ち込む。戦時中は軍との付き合いから物資を横流しして有森家を助ける。戦後は社長となって会社の再建に成功。2人のGIベビーを引き取り育てあげたが心臓発作で急死した。
- 加寿子 笛子と杉冬吾の長女。両親の不和、さらに冬吾の死を少女時代に経験したため感受性の高い子供に育つ。
- 由紀子 笛子と杉冬吾の二女でモデルは作者を思わせる。両親が不仲の時期に生まれ、父冬吾の記憶はない。シングルマザーとして育てた息子卓也を8歳で亡くした。叔父勇太郎の「記録」をパトリス・勇平に紹介した。日本語ができない牧子とその父勇太郎の間を取り持とうと3人で会う計画を進め1991年ごろ実現した。1995年にパトリス宛に手紙を添えて「記録」を託すが、ガンにより1998年ごろまでに死去した。
- 牧子 勇太郎と広子の間に生まれた娘でアメリカ生まれ。フランスに渡ったのち、親子ほど年の離れたフランス人ルシアンと知り合い、結婚する。ルシアンだけでなく自閉症であるルシアンと前妻の息子も愛する。一方で、父親勇太郎に古いタイプの日本人と反発する。日本語はほとんどできないが、パトリスの注釈付きフランス語で「記録」を受け取り、最後まで健在であることが語られる。
- パトリス・勇平　牧子とルシアンの間に生まれた勇太郎の孫。1993年ごろの生まれ。日本語のできない母牧子のために、由紀子から受け取った勇太郎の「記録」に様々な注釈をつける。
- クニコ　パトリスの注釈作業を手伝うパリ在住の日本人女性

## 書誌情報
- 単行本（講談社、1998年6月）
  - 火の山 山猿記（上） ISBN 978-4062090902
  - 火の山 山猿記（下） ISBN 978-4062090919
- 文庫本（講談社文庫、2006年1月）
  - 火の山 山猿記（上） ISBN 978-4062752961
  - 火の山 山猿記（下） ISBN 978-4062752978

## テレビドラマ
『純情きらり』（じゅんじょうきらり）と題し本書を原案としてテレビドラマ化され、2006年（平成18年）度前期放送のNHK「連続テレビ小説」第74作として同年4月3日から9月30日まで放送された。浅野妙子脚本、宮﨑あおい主演。